# Bach-Consort Moskau
Das Bach-Consort Moskau ist ein vokal-instrumentales Ensemble für alte Musik, welches 2007 gegründet wurde.
Der Schwerpunkt des Ensembles liegt auf Werken der Renaissance und des Barock. Die Stimmen sind in der Regel einfach besetzt. Die regulären Sänger sind Liliya Gaysina (Sopran), Yulia Mikkonen (Alt), Andrey Krasavin (Tenor) und Anton Tutnov (Bass). Das Instrumentalensemble besteht aus Barockstreichinstrumenten, Orgel und Laute.
Das Consort tritt vorwiegend in Moskau, Sankt Petersburg und in Wien auf. Konzerte in Rom und Wien wurden vom Österreichischen Rundfunk übertragen. Künstlerische Leiterin ist die Altistin Yulia Mikkonen. Das Consort veröffentlicht seine Tondokumente seit 2008 bei YouTube. Die Zahl der Abrufe lag 2022 bei über 700.000.